# Castelnuovo Nigra
Castelnuovo Nigra – miejscowość i gmina we Włoszech, w regionie Piemont, w prowincji Turyn.
Według danych na rok 2004 gminę zamieszkiwało 440 osób, 15,7 os./km².